# Distretto di Tapuc
Il distretto di Tapuc è uno degli otto distretti della provincia di Daniel Alcides Carrión, in Perù. Si trova nella regione di Pasco e si estende su una superficie di 60,19 chilometri quadrati.
Istituito il 2 gennaio 1857, ha per capitale la città di Tapuc.